# Kungs
Pour les articles homonymes, voir Brunel.
Kungs (prononcé : [kuŋz]), nom de scène de Valentin Brunel, est un disc jockey, auteur-compositeur et musicien français, né le 17 décembre 1996 à Toulon.
Sa notoriété décolle en 2016, avec le remix d'un titre du groupe australien Cookin' on 3 Burners, This Girl, qui atteint pendant plusieurs semaines le sommet des ventes en France.
En 2017, il est présent dans de grands festivals comme l'Ultra Miami, Coachella, l'EDC Las Vegas ou Tomorrowland.

## Biographie

### Enfance et débuts
Kungs, de son vrai nom Valentin Brunel, naît à Toulon (Var). Il est le fils d'un médecin et d'une comptable à Marseille. Après avoir cherché la traduction de « Monsieur » ou « Sir » dans toutes les langues, il choisit le pseudonyme de Kungs qui est sa traduction en letton,,. Il a un frère et une sœur. De temps en temps, sa mère lui apprend, et ce dès l'âge de cinq ans, à jouer des tambours. Il écoute de la musique rock 'n' roll avec son père pendant des après-midi complets. Son premier concert est celui d'Indochine avec son père, à Toulon. Déjà guitariste, c'est à son adolescence, qu'il découvre une passion pour la musique électronique.
À l'âge de dix-sept ans, il délaisse un peu ses études et commence à créer ses propres mélodies, avec ses propres instruments. « Je  prenais des titres sur YouTube, souvent des covers guitare-voix, je rajoutais mes percus et mon instru, puis je mettais sur SoundCloud » explique-t-il. Kungs débute donc en remixant de nombreux titres mis en ligne, tels que Jamming de Bob Marley ou West Coast de Lana Del Rey, remix non officiels dits reworks. Ses musiques sont d'abord diffusées sur YouTube sous le label Mr Revillz, ce qui lui permet de connaître ses premiers succès.
Il arrête des études de gestion (GEA) commencées à l'IUT de l'université d'Aix-Marseille après avoir obtenu son baccalauréat scientifique mention bien au lycée Dumont-d'Urville à Toulon pour se consacrer à la musique, et créer sa boite de production. Devenu professionnel, Kungs réalise alors des remix officiels pour d'autres artistes, tels que Axwell Λ Ingrosso, ou Lost Frequencies pour le titre Are You With Me. C'est en même temps qu'il sort son premier single To Describe You de Mozambo ft Molly.

### Carrière

#### Premier succès
En février 2016, Kungs sort son single This Girl : « J'étais dans ma chambre d'étudiant, je bidouillais sur mon ordinateur et mon synthé. J'ai trouvé par hasard sur Internet cette chanson entre soul et blues. Je l'ai accélérée pour la rendre dansante. Et je l'ai mise sur Soundcloud, une plate-forme de partage. » Lorsque le titre commence à acquérir de la notoriété sur internet, Kungs peut récupérer les pistes originales et l'accord du groupe par l'intermédiaire d'Universal après avoir signé avec Barclay. Ce remix du groupe australien Cookin' on 3 Burners avec Kylie Auldist au chant devient tout de suite un succès en Europe largement relayé par les radios,, également aux États-Unis et ensuite dans le monde entier : « Jamais je n'aurais cru que cela prendrait de telles proportions ! Le morceau est devenu numéro un dans près de quarante pays » affirme-t-il.

#### Consécration
Après ce succès, il publie le single Don't You Know, sur lequel chante l'artiste folk britannique Jamie N Commons,. Ce nouveau titre est totalement de sa composition. Grâce à sa maison de disque, il participe sept fois à la tournée Listen Tour de David Guetta en tant que première partie,. En mai 2016, il commence sa tournée et fait durant l'été quelques dates à l'Ushuaïa grâce au DJ français avec qui il a une « relation privilégiée ». Au total il effectue environ 45 concerts en deux mois un peu partout en Europe et jusqu'à 250 dates deux ans plus tard. En parallèle, il passe du temps en studio à Londres ou Paris pour composer son prochain disque ; il se définit d'ailleurs plus compositeur que disc jockey. Son premier album Layers est commercialisé le 4 novembre 2016. Son style se voit affublé de multiples appellations de « pop house » à « happy house » en passant par « deep house » et « future house »
. En février 2017, son album Layers est récompensé de la Victoire de la musique du meilleur album de musiques électroniques ou dance de l'année face à Electronica 2: The Heart of Noise de Jean-Michel Jarre et Woman de Justice. Il gagne le prix du DJ de l'année le 4 novembre 2017 lors des NRJ Music Awards. Entre-temps, Live Nation lui permet de signer un contrat publicitaire avec Orange.

### Vie privée
Entre 2017 et 2018, le DJ aurait été en couple avec la chanteuse Louane, ce qu'il a refusé de confirmer officiellement. 
En juin 2023, il se fiance avec Ivanka Smilenko. Le couple se marie le 27 janvier 2024 à Paris.

## Distinctions

### Décorations
- Chevalier de l'ordre des Arts et des Lettres (2025)

### Récompenses
- NRJ DJ Awards 2016 : Meilleur hit des clubs
- Fun Radio DJ Awards2016 : Meilleure révélation française
- DJ Mag Best of French 2016 : Révélation de l'année
- Victoires de la musique 2017 : Album de musique électronique ou dance
- NRJ Music Awards 2017 : DJ de l'année
- Q d'Or 2017 : : DJ de l'année
- Prix Talents W9 2017 : Prix du jury

### Nominations
- NRJ Music Awards 2016 : DJ de l'année
- NRJ Music Awards 2021 : DJ de l'année
- NRJ Music Awards 2022 : DJ de l'année